# Turtles All the Way Down

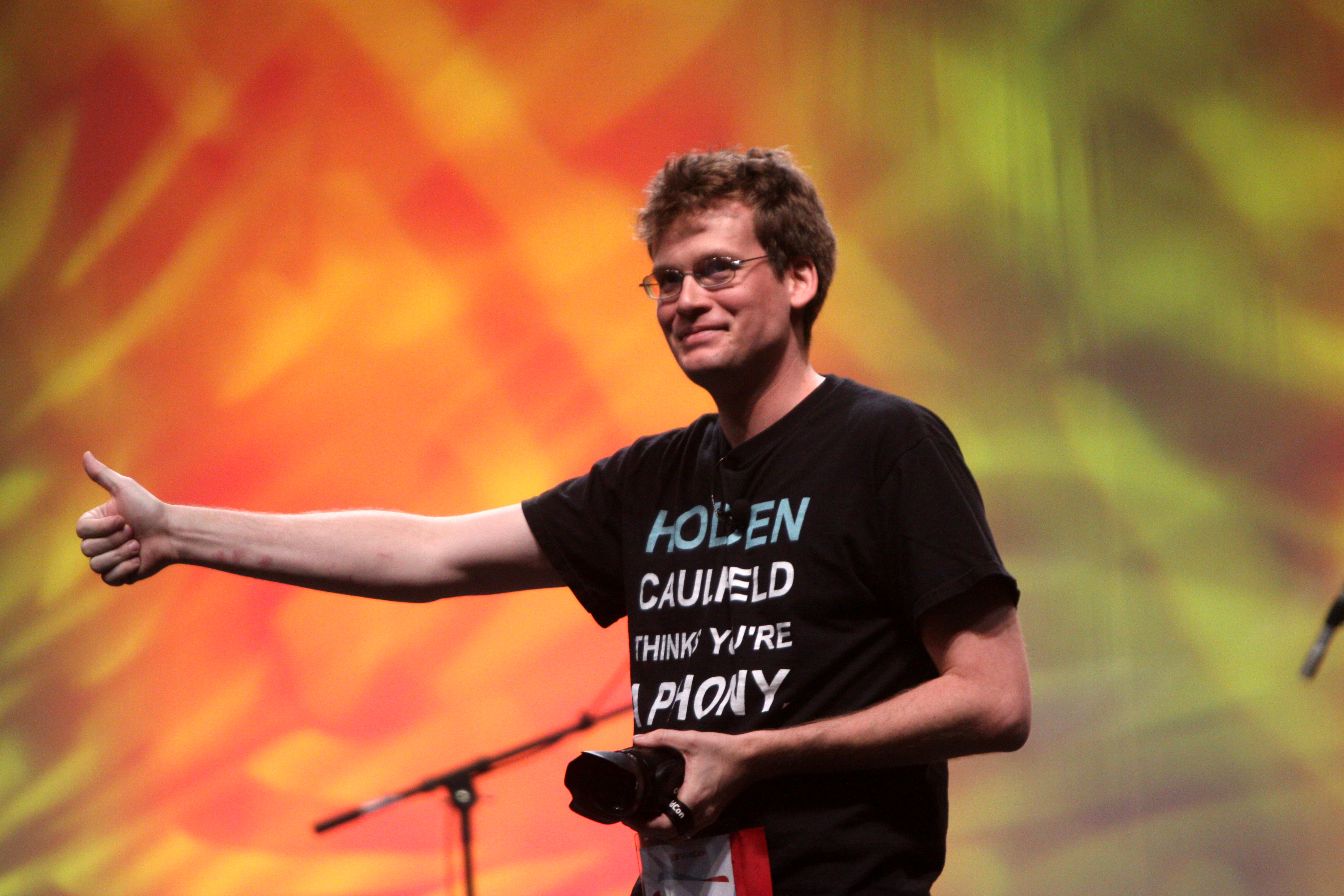
John Green, o autor do livro, em 2012.

Turtles All the Way Down é um romance escrito pelo autor americano John Green. Foi oficialmente lançado em 10 de outubro de 2017, sendo o quinto livro de Green. Sua publicação foi anunciada na VidCon de 2017. Foi também seu primeiro livro publicado desde a A Culpa É das Estrelas, de 2012.

## Enredo
A história gira em torno de uma menina de dezesseis anos, Aza Holmes, uma estudante que vive com transtorno obsessivo-compulsivo (TOC), que tenta resolver um mistério.
Falando sobre o livro, John Green afirmou: "Esta é minha primeira tentativa de escrever diretamente algo sobre doenças mentais que tem afetado minha vida desde pequeno, então, embora a história seja fictícia, ela é bem pessoal".

## História de publicação
Nos meses que precederam o lançamento do livro, o autor John Green foi deixando várias pistas a respeito de informações do livro nos seus vídeos semanais do Vlogbrothers, onde vários membros da Nerdfighteria (sua comunidade de fãs) trabalharam para tentar resolver.
Em setembro de 2017, Green postou um vídeo no seu canal no YouTube onde ele leu o primeiro capítulo do seu livro.

## Recepção da crítica
O livro recebeu resenhas majoritariamente positivas por parte da crítica especializada. O The New York Times elogiou afirmando ser "surpreendente e tocante" e escreveu que "você não precisa sofrer como Aza para se identificar com ela. Só é preciso ser humano". Muitos críticos notaram o talento de Green para fazer observações, salientado pela própria luta do autor com TOC, o transtorno mental abordado no livro. Vários resenhistas referenciaram uma percepção desdenhosa das obras agora muito populares de Green como "livro triste de adolescente", que surgiu com a popularidade de A Culpa É das Estrelas, mas ainda assim elogiaram Turtles All the Way Down como verdadeiro e autêntico suficiente para transcender suas falhas. "Geralmente tem seus típicos clichés, mas é algo comum a poemas e músicas, minerando o universal para criar algo que fala com o ritmo familiar do coração", escreveu Matt Haig para o The Guardian. Ele completou dizendo: "Pode ser o mais novo clássico moderno".

## Adaptação para filme
Em dezembro de 2017, Green anunciou que uma adaptação do livro para um longa metragem estava sendo trabalhada. Foi oferecido para a Fox 2000 e seria produzido pela Temple Hill Productions, os mesmos que trabalharam nas adaptações de The Fault in Our Stars e Paper Towns. Em maio de 2018, Green confirmou que Isaac Aptaker e Elizabeth Berger, os co-showrunners da série This Is Us, da NBC, e roteiristas do fimle Love, Simon, iriam ser os responsáveis por adaptar o livro para um roteiro de cinema. A atriz Hannah Marks foi nomeada a diretora do filme, em janeiro de 2019.
O filme foi lançado pela New Line Cinema pelo serviço de streaming Max em 2 de maio de 2024.